# Выборы в Народное собрание Республики Дагестан (2011)
Выборы в Народное собрание Республики Дагестан V созыва были проведены в Единый день голосования 13 марта 2011 года. Выборы проходили по пропорциональной избирательной системе. Кандидаты выдвигались только по партийным спискам. Партии разбивали списки своих кандидатов на общереспубликанскую часть и 62 региональные группы. Всего было распределено 90 мандатов по единому списку кандидатов пропорционально числу отданных за партии голосов.
Выборы проведены Избирательной комиссией Республики Дагестан, окружными и участковыми избирательными комиссиями.
К выборам были допущены все шесть политических партий: «Единая Россия», «Справедливая Россия», «Патриоты России», КПРФ, ЛДПР и «Правое дело». Всего было зарегистрировано 1083 кандидата в депутаты, таким образом в среднем на один мандат претендовали почти 12 кандидатов.
В январе 2011 года избирком Дагестана утвердил списки партий «Единая Россия», КПРФ, «Патриоты России», ЛДПР и «Справедливая Россия» для участия в выборах в Народное Собрание. «Единая Россия» выдвинула 219  кандидатов, «Патриоты России» — 207 кандидатов, «КПРФ» — 192 кандидата, «Справедливая Россия» — 168 кандидатов, «ЛДПР» 148 кандидатов.
Региональное отделение партии «Правое дело» осуществляло сбор подписей избирателей для регистрации списка кандидатов.
Региональное отделение партии «Яблоко» в Дагестане приняло решение о неучастии в выборной кампании. Это решение объяснялось отсутствием реальных перспектив на избрание депутатов от партии в Народное собрание.

## Законодательство
В соответствии с республиканским законом «О выборах депутатов Народного собрания Республики Дагестан» списки формируются по региональным группам. В муниципалитетах в зависимости от количества избирателей число кандидатов варьируется от трех до четырех.
В ноябре 2010 года Народным собранием 4 созыва была принята новая редакция Закона «О выборах депутатов Народного Собрания Республики Дагестан». Парламент республики четвертого созыва состоял из 72 депутатов, впервые избранных по пропорциональной избирательной системе с разделением списков на 53 региональные группы. Поправками 2010 года было увеличено число региональных групп с 53 до 62, и как следствие увеличилось число депутатов — с 72 до 90. Девять новых региональных групп были распределены по наиболее многочисленным дагестанским муниципальным образованиям, чтобы сгладить различие в количестве избирателей, приходящихся на каждого депутата. Число кандидатов в общереспубликанской части партийного списка было увеличено до 10 человек.
Заградительный барьер составляет 7 % голосов избирателей. Но при этом введена норма, когда партии, не преодолевшей 7-процентный барьер, но получившей более 5% голосов избирателей, будет предоставлен один депутатский мандат.

## Итоги
| Единая Россия                                | 828 579 | 65,2 % | 62 | 69 %  |
| Справедливая Россия                          | 173 863 | 13,7 % | 13 | 14 %  |
| Патриоты России                              | 106 575 | 8,4 %  | 8  | 9 %   |
| КПРФ                                         | 92 347  | 7,3 %  | 6  | 7 %   |
| Заградительный барьер — 7 %                  |         |        |    |       |
| Правое дело                                  | 64 708  | 5,1 %  | 1  | 1 %   |
| Барьер для «представительного мандата» — 5 % |         |        |    |       |
| ЛДПР                                         | 637     | 0,05 % | -  | -     |
| Итого                                        |         |        | 90 | 100 % |

Явка избирателей составила 1 млн 270 тысяч 975 человек, или 84,84 %.
Партия «Правое дело» набрала 4,04 % голосов при проходном барьере 5 %. Региональному отделению партии удалось добиться пересчета голосов, в результате которого «правые» получили 5,09 %, что было достаточно для получения одного депутатского мандата. Депутатом от партии в парламенте республики стал глава регионального отделения Магомед Шабанов.